# مياغينو-كو
مياغينو-كو (باليابانية: 宮城野区) هو حي في اليابان، يقع في سنداي، بلغ عدد سكانه 195,279 نسمة وذلك حسب إحصائيات سنة 2018، تبلغ مساحته 58.11 كيلومتر مربع.